# Rugbyclub The Stone Lions
Rugbyclub The Stone Lions was van 1978 tot 2003 een Nederlandse rugbyclub gevestigd in Lichtenvoorde.
Het team, genoemd naar het beeld van de leeuw op de grote kei op de markt van Lichtenvoorde werd opgericht in 1978. Het initiatief daartoe namen twee rijkspolitiemensen uit Lichtenvoorde, Willem Kiers en Jan Willem Koudijs. Aanvankelijk werd getraind in het kerkdorp Vragender op een veld van café Beneman, doch later verplaatste de club zich naar een sportveld gelegen naast de sporthal in het centrum van Lichtenvoorde. Het tuniek van de spelers was een zwarte broek en een horizontaal geel-zwart gestreept shirt en kousen. De club behaalde vele resultaten in de Nederlandse rugbycompetitie. In 1981 werd ook een jeugdteam opgericht en daarna een damesteam dat deelnam aan de Nederlandse kampioenschappen maar uiteindelijk een tweede plaats wist te behalen. De spelers van de Stone Lions kwamen het meest uit de omgeving van Lichtenvoorde maar ook van verder. Nadat ook in Doetinchem een rugbyclub werd opgericht kreeg de club het steeds zwaarder om leden te behouden en te werven. Dit leidde ertoe dat de club zich in 2003 uit de competitie moest terugtrekken, hetgeen kort erna tot de opheffing van de vereniging leidde.